# Syzygium sarmentosum
Syzygium sarmentosum är en myrtenväxtart som beskrevs av J.W.Dawson. Syzygium sarmentosum ingår i släktet Syzygium och familjen myrtenväxter. Inga underarter finns listade i Catalogue of Life.